# Барбосу (Караш-Северин)
Барбосу (рум. Bărbosu) насеље је у Румунији у округу Караш-Северин у општини Рамна. Oпштина се налази на надморској висини од 269 m.

## Прошлост
Аустријски царски ревизор Ерлер је 1774. године констатовао да место припада Карашовском округу, Вршачког дистрикта. Становништво је било претежно влашко.

## Становништво
Према подацима из 2002. године у насељу је живело 75 становника, од којих су сви румунске националности.